# Marie Benoît
| jaar | rang enkelspel | rang dubbelspel |
| ---- | -------------- | --------------- |
| 2011 | –              | 739             |
| 2012 | 953            | –               |
| 2013 | 467            | 597             |
| 2014 | 483            | 489             |
| 2015 | 288            | 345             |
| 2016 | 391            | 368             |
| 2017 | 396            | 507             |
| 2018 | 273            | 355             |
| 2019 | 294            | 318             |
| 2020 | 237            | 229             |
| 2021 | 284            | 214             |
| 2022 | 277            | 338             |

Marie Benoît (Eupen, 16 maart 1995) is een tennisspeelster uit België. Benoît begon met tennis toen zij vijf jaar oud was. Haar favoriete ondergrond is gravel. Zij speelt linkshandig en heeft een tweehandige backhand.

## Loopbaan

### Enkelspel
Benoît debuteerde in juli 2011 op het ITF-toernooi van Brussel (België). Zij stond in 2012 voor het eerst in een finale op het ITF-toernooi van Antalya (Turkije) – hier veroverde zij haar eerste titel door de Roemeense Laura-Ioana Andrei te verslaan. Tot op heden(juli 2023) won zij twaalf ITF-titels, de meest recente in 2023 in Aschaffenburg (Duitsland).
In 2019 kwalificeerde Benoît zich voor het eerst voor een WTA-hoofdtoernooi, op het toernooi van Straatsburg.
In 2020 bereikte zij de vierde ronde op het WTA-toernooi van Praag.
Haar hoogste notering op de WTA-ranglijst is de 188e plaats, die zij bereikte in juli 2023.

### Dubbelspel
Benoît was in het dubbelspel minder actief dan in het enkelspel. Zij debuteerde in juli 2011 op het ITF-toernooi van Brussel (België), samen met landgenote Kimberley Zimmermann – zij bereikten er de halve finale. Zij stond een maand later voor het eerst in een finale, op het ITF-toernooi van Rebecq (België), samen met Zimmermann – zij verloren van het Nederlandse duo Kim Kilsdonk en Nicolette van Uitert. In 2014 veroverde Benoît haar eerste titel, op het ITF-toernooi van Sharm-el-Sheikh (Egypte), samen met de Nederlandse Demi Schuurs, door het Russische duo Valentina Ivachnenko en Polina Monova te verslaan. Tot op heden(juli 2023) won zij tien ITF-titels, de meest recente in 2022 in Antalya (Turkije).
In 2019 speelde Benoît voor het eerst op een WTA-hoofdtoernooi, op het toernooi van Boekarest, samen met landgenote Ysaline Bonaventure. Zij stond in 2020 voor het eerst in een WTA-finale, op het toernooi van Newport Beach, samen met Française Jessika Ponchet – zij verloren van het koppel Hayley Carter en Luisa Stefani.
Haar hoogste notering op de WTA-ranglijst is de 208e plaats, die zij bereikte in oktober 2021.

### Tennis in teamverband
In 2016 maakte Benoît deel uit van het Belgische Fed Cup-team – zij behaalde daar een winst/verlies-balans van 1–0.

## Palmares
| Legenda                 |
| ----------------------- |
| Grandslamtoernooi       |
| Olympische Spelen       |
| Year-End Championships  |
| Premier Mandatory       |
| Premier Five / WTA 1000 |
| Premier / WTA 500       |
| International / WTA 250 |
| Challenger / WTA 125    |

### WTA-finaleplaatsen enkelspel
geen

### WTA-finaleplaatsen vrouwendubbelspel
| nr.              | finale     | toernooi          | ondergrond | partner         | tegenstandsters             | score    |         |
| ---------------- | ---------- | ----------------- | ---------- | --------------- | --------------------------- | -------- | ------- |
| gewonnen finales |            |                   |            |                 |                             |          |         |
| geen             |            |                   |            |                 |                             |          |         |
| verloren finales |            |                   |            |                 |                             |          |         |
| 1.               | 2020-02-01 | WTA Newport Beach | hardcourt  | Jessika Ponchet | Hayley Carter Luisa Stefani | 1-6, 3-6 | details |